# Areni
Areni är en ort i Armenien.   Den ligger i provinsen Vajots Dzor, i den södra delen av landet, 80 kilometer sydost om huvudstaden Jerevan. Areni ligger 1 051 meter över havet och antalet invånare är 1 718.
Terrängen runt Areni är kuperad åt nordväst, men åt sydost är den bergig. Areni ligger nere i en dal. Närmaste större samhälle är Yeghegnadzor, 13,8 kilometer öster om Areni. 
Trakten runt Areni består i huvudsak av gräsmarker. Runt Areni är det ganska glesbefolkat, med 28 invånare per kvadratkilometer.